# Сям-Можгинське сільське поселення
Сям-Можги́нське сільське поселення (рос. Сям-Можгинское сельское поселение) — муніципальне утворення у складі Увинського району Удмуртії, Росія. Адміністративний центр — село Сям-Можга.
Населення — 655 осіб (2015; 710 в 2012, 729 в 2010).
Голова:
- 2008–2012 — Осипов Геннадій Сергійович
- 2012-2016 — Осипов Геннадій Сергійович

## Склад
До складу поселення входять такі населені пункти:
| Населений пункт    | Населення, осіб (2010) | Населення, осіб (2012) |
| ------------------ | ---------------------- | ---------------------- |
| Єрмаково, присілок | 0                      | 0                      |
| Сюровай, присілок  | 236                    | 231                    |
| Сям-Можга, село    | 411                    | 398                    |
| Чемошур, присілок  | 82                     | 81                     |

У поселенні діють школа, садочок, бібліотека, 2 клуби, 3 ФАПи. Серед промислових підприємств працює ТОВ «Сям-Можга».